# Исык, Иван Васильевич
Иван Васильевич Исык (20 января 1984 — 14 сентября 2014) — солдат Вооруженных силы Украины, военнослужащий 24-го отдельного штурмового батальона «Айдар». 5 сентября 2014 года бойцы батальона попали в засаду у украинского села Веселая Гора Луганской области, организованную ДШРГ «Русич». В ходе боя Исык был ранен, взят в плен, был подвергнут пыткам и зверски убит.

## Биография
Родился 20 января 1984 года в Дрогобыче. Имел польские корни (его мать, Ольга, родилась в польской семье, часть членов которой проживает в польском Саноке). Закончил специальную школу № 2. В Высшей профессиональной школе № 19 Дрогобыча получил профессию повара-кондитера.
Участвовал в Революции достоинства, скрывал это от родственников, был волонтером в январе-марте 2014 года.
Во время российско-украинской войны доброволец, с конца июля — повар 24-го батальона территориальной обороны «Айдар», позывной «Кухар», «Львів». Защищал Луганский аэропорт.

## Засада под Веселой горой, плен и гибель
5 сентября российские диверсанты совершили атаку из засады на бойцов 2-й роты батальона возле села Веселая гора. Люди с украинским флагом вышли к колонне, когда машины остановились, по ним открыли огонь из засады из пулеметов. В машину, в которой ехал Иван Исык, попал снаряд — она взорвалась. Оказалось, что на блокпосте были российские неонацисты ДШРГ «Русич». Раненых добивали выстрелами. Из 28 бойцов 24 БТРО «Айдар», участвовавших в описанных событиях, выжило только четверо. Иван был пятым, кто остался в живых. В тот день он получил минно-взрывную травму и термические ожоги 30 % поверхности тела.
Нападавшие сняли на видео допрос тяжело раненого Ивана: на этом шокирующем видео видно лежащего Ивана с вырезанным на левой щеке восьмилучевым коловратом (символ ДШРГ «Русич»). Вероятно, коловрат был вырезан россиянином Яном Петровским. Иван просил помощи, но оккупанты, не оказывая никакой медицинской помощи и, несмотря на просьбы о помощи, в частности, о воде и обезболивающих средствах, продолжали выпытывать информацию о батальоне, унижая и угрожая расстрелом. Допрос, который был снят на видео, был, вероятно, проведен учредителем и командиром «русичей», российским неонацистом и военным преступником Алексеем Мильчаковым, который командовал подразделением.
Последствия нападения на украинское подразделение записывали на видео, в том числе и пророссийский журналист и пропагандист Грэм Филлипс. На видео взятый в плен Иван может ходить. Через пять дней в пророссийских СМИ появилось видео из луганской больницы, где, как позже установило вскрытие, у Ивана уже ожоги на 70 % тела. Согласно отчету исследователей по открытым данным Пьера Во и Майкла Вайса, после взятия в плен боевики "Русича" облили Ивана горючей жидкостью и подожгли. Британский журналист-пропагандист Грэм Филлипс в течение 15 минут допрашивает тяжело раненого Ивана, который достойно и спокойно отвечает на провокационные вопросы. Интервьюер пытался заставить Ивана сказать, что в «Айдаре» «воюют фашисты», на что Иван отвечал — «Нет, там нормальные люди, все здраво мыслят, никаких фашистов нет».
Через несколько дней после интервью Исыка, вероятно, выкрали из больницы. Скончался в результате пыток 14 сентября 2014 года. Только через месяц добровольцы смогли вернуть тело Ивана. Как установила судебно-медицинская экспертиза, у Ивана были ожоги 70 % тела, полученные от пыток. Вскрытие, проведенное украинскими врачами, показало, что его внутренние органы были вырезаны, а затем зашиты обратно в его тело. В горле нашли кусок украинского флага, а в желудке — фрагменты мозга.
17 октября похоронен в городе Дрогобыч, на Аллее Славы кладбища. 16-17 октября в Дрогобыче объявлено днями траура.
Без Ивана осталась дочь Ольга 2005 года рождения.

## Награды и почести
За личное мужество и героизм, проявленные при защите государственного суверенитета и территориальной целостности Украины, верность к присяге во время русско-украинской войны, награжден
- орденом за мужество III степени (посмертно)
- Нагрудным знаком «За оборону Луганского аэропорта»(посмертно)
- почётный гражданин Дрогобыча (посмертно)

22 декабря 2014 года в Дрогобыче на фасаде здания Высшего профессионального училища No 19 (улица Михаила Грушевского, 59), открыта мемориальная доска Олегу Ушневичу, Игорю Борису и Ивану Исыку.